# Avenue de la Paix (Moscou)
Pour les articles homonymes, voir Prospekt Mira.
L’avenue de la Paix (en russe : Проспект Мира, Prospekt Mira) est l'une des plus longues artères de Moscou, capitale de la Russie, mesurant 8,9 km de longueur. C'est essentiellement une voie rapide pour automobiles.

## Situation et accès
L'avenue de la Paix relie les quartiers Nord-Est de la ville, depuis la ceinture périphérique MKAD en prolongement de l'autoroute M8 venant de Iaroslavl jusqu'à la ceinture des Jardins au niveau de l'hôpital Sklifossovsky (ru) (Institut Sklifossovsky des soins d'urgence).

## Histoire
L'artère est rebaptisée de son nom actuel en 1957, lors du 6e festival mondial de la jeunesse et des étudiants, organisé cette année-là à Moscou.
C'est sur cette avenue qu'est bâti en 1969 un immeuble expérimental représentatif de l'architecture soviétique comportant 25 étages de logements, suivant la technique des panneaux vibrolaminés.

## Bâtiments remarquables et lieux de mémoire
Au niveau du troisième anneau routier se trouve l'une des neuf gares principales moscovites, la gare de Riga.
Au no 150, se trouve le plus grand hôtel de Russie et d'Europe, l'hôtel Cosmos. Sur le côté opposé l'entrée du centre panrusse des expositions. Un peu plus loin vers le nord, se situe la célèbre statue allégorique, L'Ouvrier et la Kolkhozienne.
La partie la plus proche du centre côtoie le Jardin de l'apothicaire (au niveau du no 21) ; la grande mosquée de Moscou, inaugurée en 2015, se situe à proximité immédiate.
La maison de couture de Slava Zaïtsev est établie sur l'avenue depuis 1982.